# Lidia Falcón
Lidia Falcón O'Neill (Madrid, 13 de desembre de 1935) és una advocada i periodista feminista. Ha fundat les revistes Vindicación Feminista i Poder y Libertad, ha creat el Club Vindicación Feminista, el Partido Feminista de España i la Confederación de Organizaciones Feministas del Estado Español i ha participat en el Tribunal Internacional de Crims contra la Dona de Brussel·les. D'altra banda, també ha estat militant del PSUC.
Ha escrit una quarantena de llibres, entre els quals hi ha Cartas a una idiota española, Mujer y poder político i Los nuevos mitos del feminismo. Des de 1979 dirigeix Poder y Libertad i codirigeix l'editorial de publicacions Vindicación Feminista.

## Biografia
Lidia Falcón O'Neill va néixer a Madrid el 1935, filla d'una relació extramatrimonial de l'escriptor peruà César Falcón i de la censora del règim franquista i escriptora espanyola Enriqueta O'Neill. Gràcies al seu padrí, el Secretari Provincial de Premsa, carlista i màxim responsable de la censura José Bernabé Oliva, es va iniciar en el periodisme
Es va traslladar a Barcelona als cinc anys, on va estudiar Art Dramàtic a l'Institut del Teatre de Barcelona (es llicencià el 1959), Dret (1960) i Periodisme (1961). És també doctora en Filosofia (1991) per la Universiat Autònoma de Madrid.
Ha exercit com a advocada durant més de cinquanta anys a través del seu bufet propi i al Gabinete Jurídico para la Mujer, orientant la seva activitat a la defensa dels drets de les dones, dels treballadors i dels perseguits polítics. Des de finals dels anys seixanta ha dut a terme una intensa activitat com a dinamitzadora, organitzadora i activista de la causa feminista.
L'any 1969 presidí la secció de drets de la dona de la junta directiva de l'Associació d'Amics de Nacions Unides de Barcelona i participà en la pimera Assemblea sobre drets de la dona a l'Estat espanyol, al 1975 i en les Primeres Jornades Catalanes de la Dona, de 1976. Fundà les revistes Vindicación Feminista (1976) i Poder y Libertad (1979), que dirigeix actualment. Ha estat creadora de multitud d'iniciatives associatives, polítiques i editorials, com ara les Ediciones de Feminismo (1976), el Col·lectiu Feminista de Barcelona (1976), l'Organització Feminista Revolucionària (1977), el Partido Feminista de España (1979), els Clubs Vindicación Feminista de Barcelona (1980) i Madrid (1986), la Federación de Clubs Vindicación Feminista (1988), Vindicación Feminista Publicaciones (1988) i la Confederación de Organizaciones Feministas (1996). Com a resultat de la seva llarga militància ha esdevingut la líder més internacionalment coneguda del feminisme espanyol. A més de les seves nombroses col·laboracions als mitjans escrits i audiovisuals, ha publicat una quarantena d'obres de temàtica diversa, com ara assaigs traduïts a diversos idiomes, autobiografies i obra teatral i narrativa.
L'any 2007 va ser guardonada amb la Rosa del Desert, en reconeixement de la seva trajectòria professional i social. L'octubre de 2014 signà un manifest en contra de la independència de Catalunya.
Ha estat criticada per ser defensora de posicions que s'emmarcarien sota el feminisme radical transexcloent (FRTE), que dins del feminisme rebutjaria considerar les persones transgènere com el gènere el qual s'identifiquen.

## Obra publicada

### Assaig
- Sustituciones y fidecomisos. Barcelona: Nereo, 1962.
- Historia del trabajo. Barcelona: Plaza & Janés, 1963.
- Los derechos civiles de la mujer. Barcelona: Nereo, 1963.
- Los derechos laborales de la mujer. Montecorvo, 1964.
- Mujer y sociedad. Barcelona: Fontanella, 1969; Madrid: Vindicación Feminista, 1996.
- La razón feminista. Tom I. Barcelona: Fontanella, 1981.
- La razón feminista. Tom II. Barcelona: Fontanella, 1982.
- Violencia contra la mujer. Madrid: Vindicación Feminista, 1991.
- Mujer y poder político. Madrid: Vindicación Feminista, 1992. 2ª ed. Madrid: Kira Edit, 2000.
- La razón feminista. Edición resumida. Madrid: Vindicación Feminista, 1994.
- Trabajadores del mundo ¡Rendios! Madrid: Akal, 1996.
- Amor, sexo y aventura en las mujeres del Quijote. Madrid: Vindicación Feminista, 1997.
- Los nuevos mitos del feminismo. Madrid: Vindicación Feminista, 2001.
- La violencia que no cesa. Recopilación de artículos. Madrid: Vindicación Feminista, 2003.
- Las nuevas españolas. Madrid: La esfera de los libros, 2004.

### Crònica
- En el infierno. Ser mujer en las cárceles de España. Barcelona: Ediciones de Feminismo, 1977.
- Viernes 13 en la calle del Correo. Barcelona: Planeta, 1981.
- El varón español en búsqueda de su identidad. Barcelona: Plaza & Janés, 1984.
- El alboroto español. Barcelona: Fontanella, 1984.

### Narrativa
- Cartas a una idiota española. Barcelona: Dirosa, 1974; Madrid: Vindicación Feminista, 1989.
- Es largo esperar callado. Barcelona: Pomaire, 1975. Madrid: Vindicación Feminista / Hacer, 1984.
- El juego de la piel. Barcelona: Argos Vergara, 1983.
- Rupturas. Barcelona: Fontanella, 1985.
- Camino sin retorno. Barcelona: Antrophos, 1992.
- Postmodernos. Madrid: Libertarias-Prodhufi, 1993.
- Clara. Madrid: Vindicación Feminista, 1993.
- Asesinando el pasado. Madrid: Kira Edit & Vindicación Feminista, 1997.
- Al fin estaba sola. Barcelona: Editorial Montesinos, 2007.
- Un mujer de nuestro tiempo. Barcelona: Editorial Montesinos, 2009.

### Biografia
- Los hijos de los vencidos. Barcelona: Pomaire, 1978; Madrid: Vindicación Feminista, 1989.
- Lidia Falcón. Memorias políticas (1959-1999). Barcelona: Planeta, 1999; Madrid: Vindicación Feminista, 2002.
- La vida arrebatada. Barcelona: Anagrama, 2003.

### Teatre
- Crea fama y échate a dormir, 1947
- En el futuro, 1957.
- Un poco de nieve blanca, 1958.
- Los que siempre ganan, 1970.
- Con el siglo. Estrenada a Barcelona i a Atenes el 1982.
- Las mujeres caminaron con el fuego del siglo. Barcelona, 1982.
- Parid, parid malditas, 1983. Representada a Barcelona el 1986 i 1987.
- Siempre deseé el amor, 1983.
- La hora más oscura, 1987.
- Tres idiotas españolas, Madrid, 1987; Gijón, 1988; Valèncai i Bilbao, 1990.
- Tu único amor, 1990.
- Emma, 1992.
- Teatro. Cinco obras. Madrid: Vindicación Feminista, 1994.
- Ellas y sus sombras, 1995.
- La hora más oscura; Emma; Atardeceres. Madrid: Vindicación Feminista, 2002.
- ¡Vamos a por todas! Madrid: Asociación de Autores de Teatro, 2002.

## Fons personal
El seu fons personal es conserva a l'Arxiu Nacional de Catalunya. El fons aplega la documentació produïda i aplegada per Lidia Falcón com a resultat de la seva activitat familiar i pròpia. Inclou el testimoni de la seva formació acadèmica i l'administració del patrimoni familiar. Destaca la documentació laboral i política de la seva mare, Enriqueta O'Neill de Lamo, a la Delegació de Premsa i Propaganda del Ministeri d'Educació a Barcelona (1939-1944), que constitueix un testimoni destacat de l'exercici de la censura i les relacions del règim franquista amb les autoritats alemanyes durant la Segona Guerra Mundial. També, la relativa a l'activitat personal de diversos membres de la seva família (José Bernabé Oliva, Elíseo Bayo Poblador, Carlos París Amador i Regina Bayo-Borrás, principalment). El fons inclou el testimoni de la seva vinculació laboral amb la societat "Lucas y Alsina", amb la "Compañía de Productos Electrónicos" (COPRESA) i a "The American School of Barcelona", de la seva adscripció als col·legis professionals d'advocats i petites mostres de la seva obra jurídica. En aquest àmbit, però, destaca de forma molt important pel seu volum i interès el miler d'expedients de clients del seu gabinet jurídic, testimoni de quaranta anys d'activitat professional. Els complementen altres documents relatius a la gestió del bufet propi i del "Gabinete Jurídico para la Mujer" durant els anys noranta del segle passat. Pel que fa a l'activitat creativa, el fons inclou un important nombre d'originals mecanoscrits de la seva producció en l'àmbit autobiogràfic, la novel·la, el teatre, l'assaig, el món de l'edició i l'activitat periodística. Així mateix, el fons incorpora un volum notable de correspondència en l'àmbit espanyol i internacional. Pel que fa a l'activitat política, destaca la documentació judicial i penitenciària dels darrers anys del franquisme. El fons aplega també el testimoni de la participació de la productora en nombrosos congressos i conferències d'àmbit internacional, viatges, entrevistes i publicacions sobre Lidia Falcón. Finalment, com a recursos d'informació hi ha dossiers temàtics de tema jurídic i feminista, publicacions periòdiques, documentació impresa i retalls de premsa. En el seu conjunt el fons permet una aproximació detallada i completa a la trajectòria professional, a la producció creativa i a l'activitat de la productora dins la lluita feminista, aspecte, aquest darrer, que cal complementar amb la documentació conservada dins el fons "Partido Feminista de España - Club Vindicacion Feminista".